# Stargazing (singolo Kygo)
Stargazing è un singolo del disc jockey norvegese Kygo in collaborazione con il cantante Justin Jesso. Il brano è stato scritto da Kygo, Justin Stein, Stuart Crichton e Jamie Hartman.
Rlasciato il 22 settembre 2017, è il terzo brano dell'omonimo EP, dopo It Ain't Me e First Time.

## Tracce
- Download digitale - versione orchestrale

1. "Stargazing" (versione orchestrale) - 3:50 (ft.Justin Jesso e Orchestra Filarmonica di Bergen)

- Download digitale - Kaskade remix

1. "Stargazing" (Kaskade remix) – 3:03

## Classifiche

### Classifiche settimanali
| Classifica (2017-18) | Posizione massima |
| -------------------- | ----------------- |
| Australia            | 40                |
| Austria              | 18                |
| Belgio               | 32                |
| Belgio               | 7                 |
| Canada               | 53                |
| Danimarca            | 31                |
| Filippine            | 56                |
| Francia              | 19                |
| Germania             | 14                |
| Irlanda              | 16                |
| Italia               | 72                |
| Libano               | 18                |
| Malaysia             | 12                |
| Norvegia             | 2                 |
| Polonia              | 18                |
| Portogallo           | 31                |
| Regno Unito          | 44                |
| Repubblica Ceca      | 11                |
| Scozia               | 50                |
| Slovacchia           | 11                |
| Spagna               | 43                |
| Stati Uniti          | 11                |
| Svezia               | 9                 |
| Svizzera             | 9                 |
| Ungheria             | 10                |

### Classifica di fine anno
| Classifica (2018) | Posizione |
| ----------------- | --------- |
| Svezia            | 80        |
| Ungheria          | 53        |